# Calcinea
Calcinea is een onderklasse binnen de stam  van de Porifera (sponsdieren).

## Orden
- Clathrinida
- Murrayonida